# 國民革命軍第八路軍 (粵系)
國民革命軍第八路軍（粵系），正式名稱國民革命軍第八路軍，由國民革命軍第四軍擴編而成。曾先後變為第一集團軍、第四路軍、第十二集團軍等。

## 歷史
1927年8月10日原留守廣州的國民革命軍後方總司令部改編為國民革命軍第八路軍總指揮部，李濟深任總指揮，黃紹竑任副總指揮，鄧世增任參謀長。下轄李濟深的新编第四军、李福林的第五軍和張發奎的第四軍、陈铭枢的第十一軍、新桂系黄绍竑的第十五軍、滇系范石生的第十六軍、中央系錢大鈞的第三十二軍等。
李濟深被扣湯山後，陳濟棠接任第八路军总指挥。
1931年5月寧漢分裂、寧粵分裂後陈济棠单方面改稱“國民革命軍第一集團軍”，南京國民政府方面則撤銷第八路軍番號。
1931年5月27日，国民党内反蒋各派会集广州，成立与南京国民政府相对抗的广州国民政府，并在国府内设立军事委员会，以许崇智、陈济棠、李宗仁、唐生智为常务委员。1931年6月，广州国民政府将第8路(讨桂)军整编为第1集团军，以陈济棠为总司令(辖第1、2、3军，军长分别为余汉谋、香翰屏、李扬敬)，缪培南为总司令部参谋长。
1932年4月南京國民政府與廣州國民政府和解，恢復第八路軍番號。
1934年1月8日，因政见不合，香翰屏被解除第二军军长职务，陈济棠自任军长，以张达代职。
1936年1月，第一集团军扩编，张达继任第二军军长，黄任寰、缪培南分任第四军、第五军军长，另组建警卫军，由陈济棠兄陈维周任军长。
1936年6月，因对胡汉民之死、蒋中正意图染指广东感到不安，陈济棠联合新桂系反蒋，引发两广事变。在南京分化瓦解下，陈济棠被迫下野，第八路军改编为第四路军，余汉谋、香翰屏分任正副司令，并遵照南京指示改组部队为第一五一至一六〇师共十个师，另设置五军区司令，由李振球（原第一军副军长）、张达（原第二军军长）、黄任寰（原第四军军长）、黄延桢（原第三军副军长）、缪培南（原第一集团军总参谋长兼第五军军长）分任以安抚旧人。

## 同名部隊
俗稱八路軍的由中共控制的國民革命軍第八路軍，與此部隊并無直接關聯。